# Wei, Handan
Wei, även romaniserat Weihsien, är ett härad som lyder under Handans stad på prefekturnivå i Hebei-provinsen i norra Kina.